# Raffaella Petrini
Raffaella Petrini (Róma, 1969. január 15. –) olasz keresztény apáca és társadalomtudós, 2021 óta a Vatikánváros kormányzóságának (Governatorato dello Stato della Città del Vaticano) főtitkára és kormányfő-helyettese.

## Élete
2015 és 2019 között katolikus társadalomtanítást és egészségszociológiát tanított a római Camillianum intézetben.
2019 óta a római Aquinói Szent Tamás Pápai Egyetem („Angelicum”) társadalomtudományi karának jóléti közgazdaságtan és gazdaságszociológia professzora.
2005 óta Luis Antonio Tagle bíboros, a Népek Evangelizációjának Kongregációja prefektusa irodavezetője volt.
Vallási fogadalmát 2007-ben tette le, és 2017-ben tagja lett vallási közössége általános tanácsának.
Ferenc pápa 2021. november 4-én Petrinit a Vatikánváros kormányzóságának főtitkárát nevezte ki Fernando Vérgez Alzaga kúriai érsek utódjává.
A pápa 2022. július 13-án a Püspöki Dikaszterium (Dicasterium pro Episcopis) tagjává nevezte ki, 2022. október 28-án pedig az Apostoli Szentszék ingatlanigazgatásának (Administratio Patrimonii Sedis Apostolicae; APSA) tagjává.
2025. január 20-án Ferenc pápa bejelentette, hogy márciusban kinevezi őt a Vatikáni Kormányzóság elnökévé.

## Írásai
- Health, equity and care through the end of life. Angelicum University Press, Rom 2015, ISBN 978-88-88660-68-4 (disszertáció).

## Fordítás
- Ez a szócikk részben vagy egészben  a   Raffaella Petrini című német Wikipédia-szócikk fordításán alapul.  Az eredeti cikk szerkesztőit annak laptörténete sorolja fel. Ez a jelzés csupán a megfogalmazás eredetét és a szerzői jogokat jelzi, nem szolgál a cikkben szereplő információk forrásmegjelöléseként.